# Daidarasaurus
Daidarasaurus étaient des montagnes russes assises du parc Expoland, situé à Suita, dans la préfecture d'Ōsaka, au Japon. En termes de longueur, elles étaient les secondes au monde juste après Steel Dragon 2000. Mais c'était le circuit le plus long du monde avec plus de 6 minutes.

## Statistiques
- Trains : 5 wagons par train. Les passagers sont placés par deux sur deux rangs pour un total de 20 passagers par train.
- Histoire : Daidarasaurus était à l'origine un duel de montagnes russes. En 1999, les deux voies ont été combinées pour ne former qu'un parcours avec deux lifts.